# بنفشه خزنده آبی
 بنفشه خزنده آبی (نام علمی: Viola walteri) نام یک گونه از سرده بنفشه است.